# Imatgeria per satèl·lit

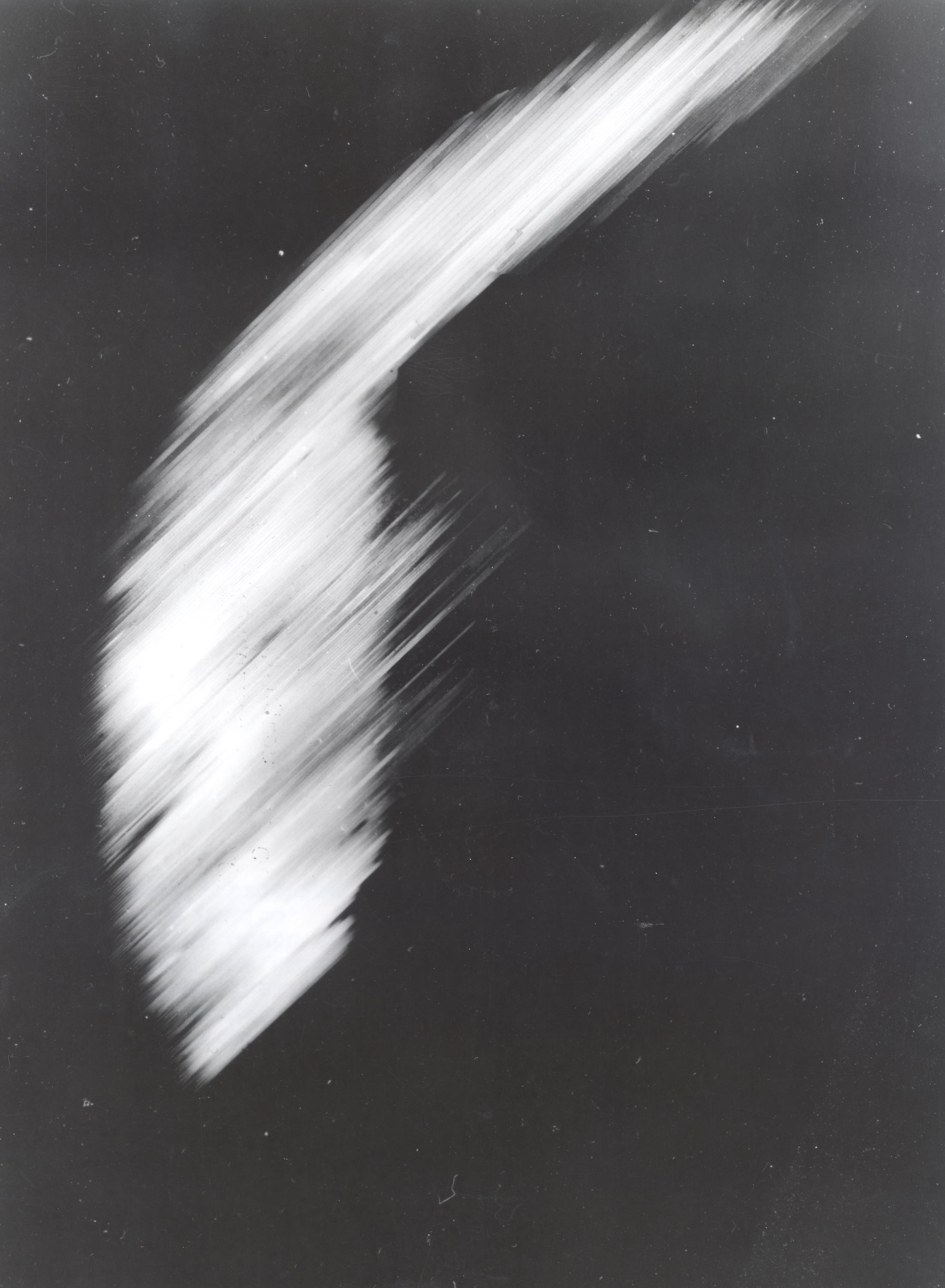
Aquesta és la primera imatge obtinguda pel satèl·lit Explorer 6. Mostra una àrea del Oceà Pacífic, il·luminada pel sol, coberta per núvols. Aquesta imatge va ser capturada quan el satèl·lit estava aproximadament a 27.000 km sobre la superfície terrestre el 14 d'agost de 1959. En el moment en què el satèl·lit estava creuant Mèxic.

Es pot definir  imatgeria satel·litària  o  imatgeria per satèl·lit  com la tècnica de representació visual de la informació capturada per un sensor muntat en un satèl·lit artificial. Aquests sensors recullen informació reflectida per la superfície de la terra que després és enviada a la Terra i que processada convenientment dona una valuosa informació sobre les característiques de la zona representada.

## Història

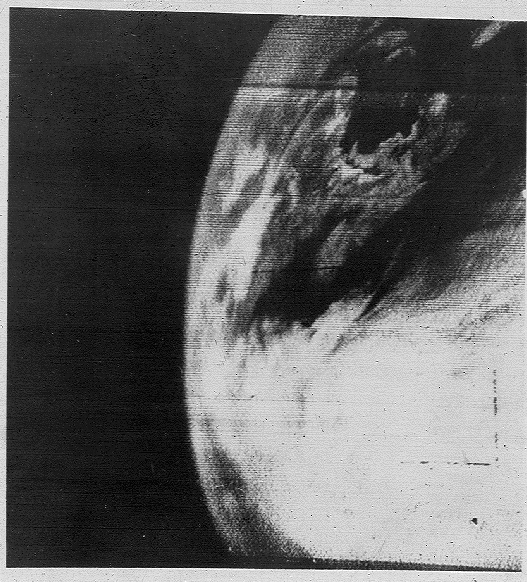
Aquesta és la primera imatge per satèl·lit de la terra, transmesa per televisió, presa pel satèl·lit meteorològic MOREL-1.

La primera imatge per satèl·lit de la terra va ser presa el 14 d'agost de 1959 per l'satèl·lit nord-americà Explorer 6. La primera fotografia per satèl·lit de la lluna va ser presa pel satèl·lit soviètic Lluna 3 el 6 d'octubre de 1959, en una missió per fotografiar el costat ocult de la Lluna. La bala blava, va ser presa en l'espai el 1972, aquesta fotografia es va tornar molt popular en els mitjans de comunicació i entre la gent. També el 1972 els Estats Units van començar amb el programa Landsat, el major programa per a la captura d'imatges de la terra des de l'espai. El Landsat 7, l'últim satèl·lit del programa, va ser enviat a l'espai el 1999.
El 1977, s'obté la primera imatge per satèl·lit en temps real, mitjançant el satèl·lit KH-11.
Totes les imatges per satèl·lit obtingudes per la NASA són publicades per Observatori de la Terra de la NASA i estan disponibles per al públic.

## Camps d'aplicació

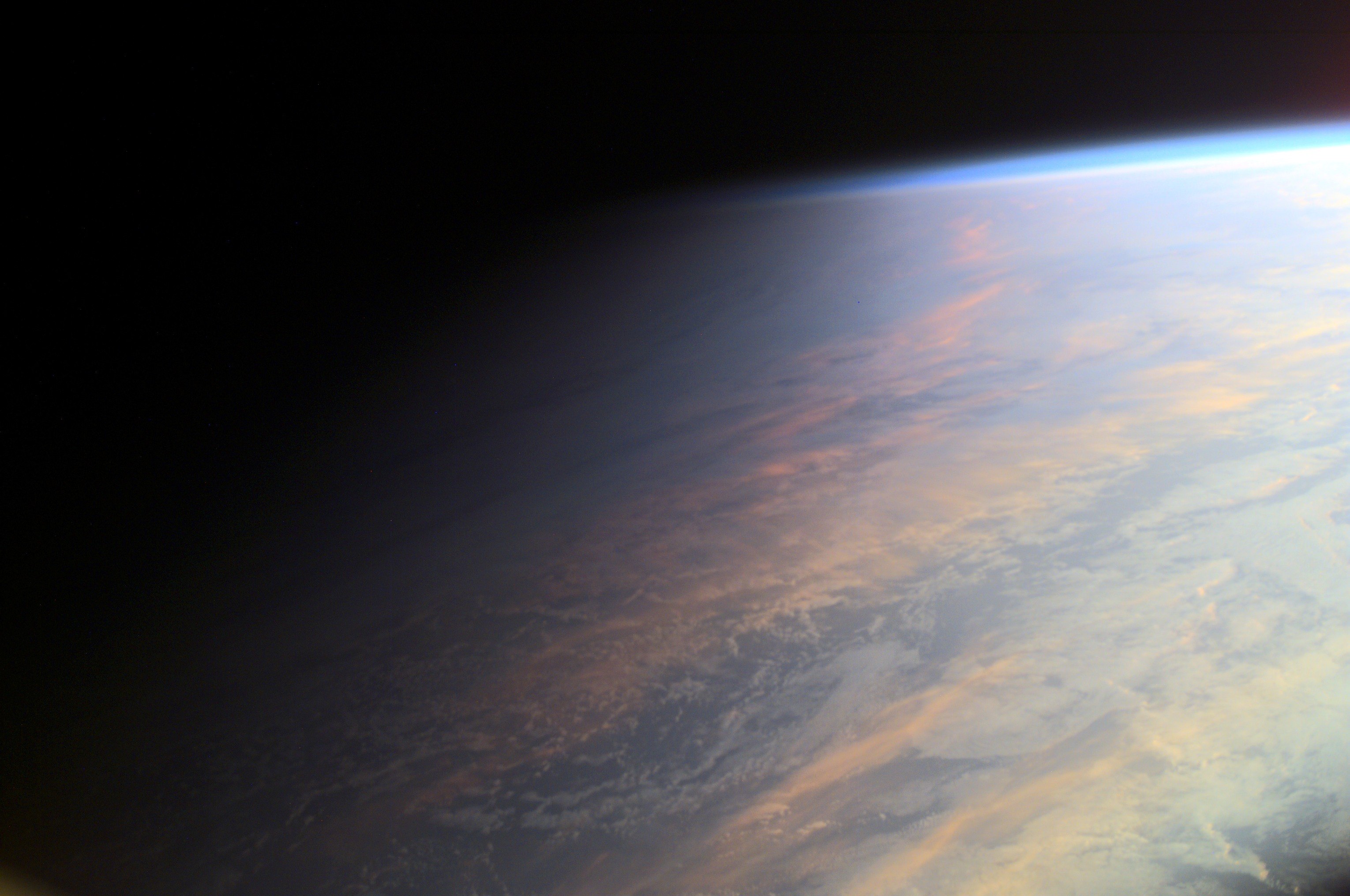
La Terra des de l'espai

La fotografia de la superfície terrestre des de l'espai té evidents aplicacions en camps com la cartografia. Els moderns sistemes d'informació geogràfica, que combinen el reconeixement per satèl·lit amb l'processament de dades informatitzat, permet un major i més profund coneixement del nostre entorn. Aquestes tecnologies estan tan esteses que avui dia és possible accedir a aquesta informació des de qualsevol lloc a través del telèfon mòbil.
També ha esdevingut una eficaç eina en l'estudi del clima, els oceans, els vent si les corrents globals ...
En el camp militar, les imatges obtingudes mitjançant satèl·lits espia s'han utilitzat per a tasques de reconeixement, espionatge i seguiment.
Actualment la Comissió Nacional per al Coneixement i Ús de la Biodiversitat (CONABIO) rep imatges de satèl·lit diàriament del sensor AVHRR (Advanced Very High Resolution Radiometer) dels satèl·lits NOAA (National Oceanic and Atmospheric Administration) i del sensor MODIS (Moderate Resolution Imaging Spectroradiometer) dels satèl·lits terra-1 i aqua-1pollosfritos

## Tècniques

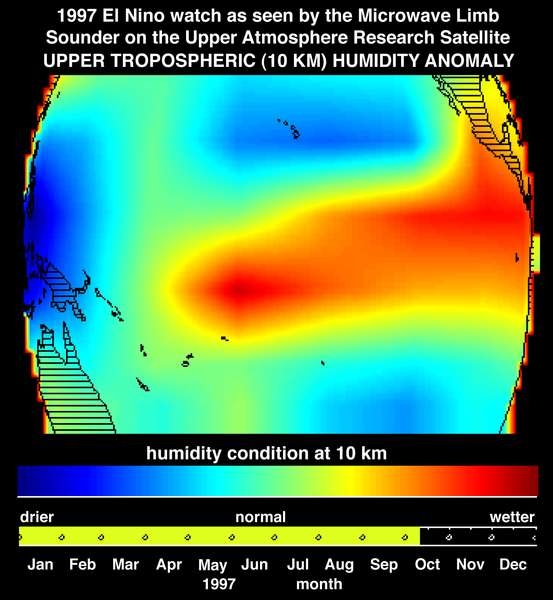
Imatge infraroja de El Niño

Es distingeixen imatges pancromàtiques (en color), monocromàtiques (blanc i negre) i multiespectrals (que contenen informació de moltes bandes de l'espectre).